# Torre Pagcor
La Torre Pagcor (en tagalo:  Tore ng PAGCOR)  fue una propuesta de 665 m (2.182 pies) de altura que consistía en una torre de observación cerca de la bahía de Manila en Manila, Filipinas. La torre estaba destinada a ser construido como el símbolo de la actualmente en construcción Ciudad de Pagcor (o Ciudad de Entretenimiento de Manila), una zona de ocio que integra hoteles, centros comerciales, centros de convenciones y casinos. Si se concretara, sería la torre más alta del mundo en su tipo, superando a la japonesa Tokyo Skytree.